# Klekkende Høj

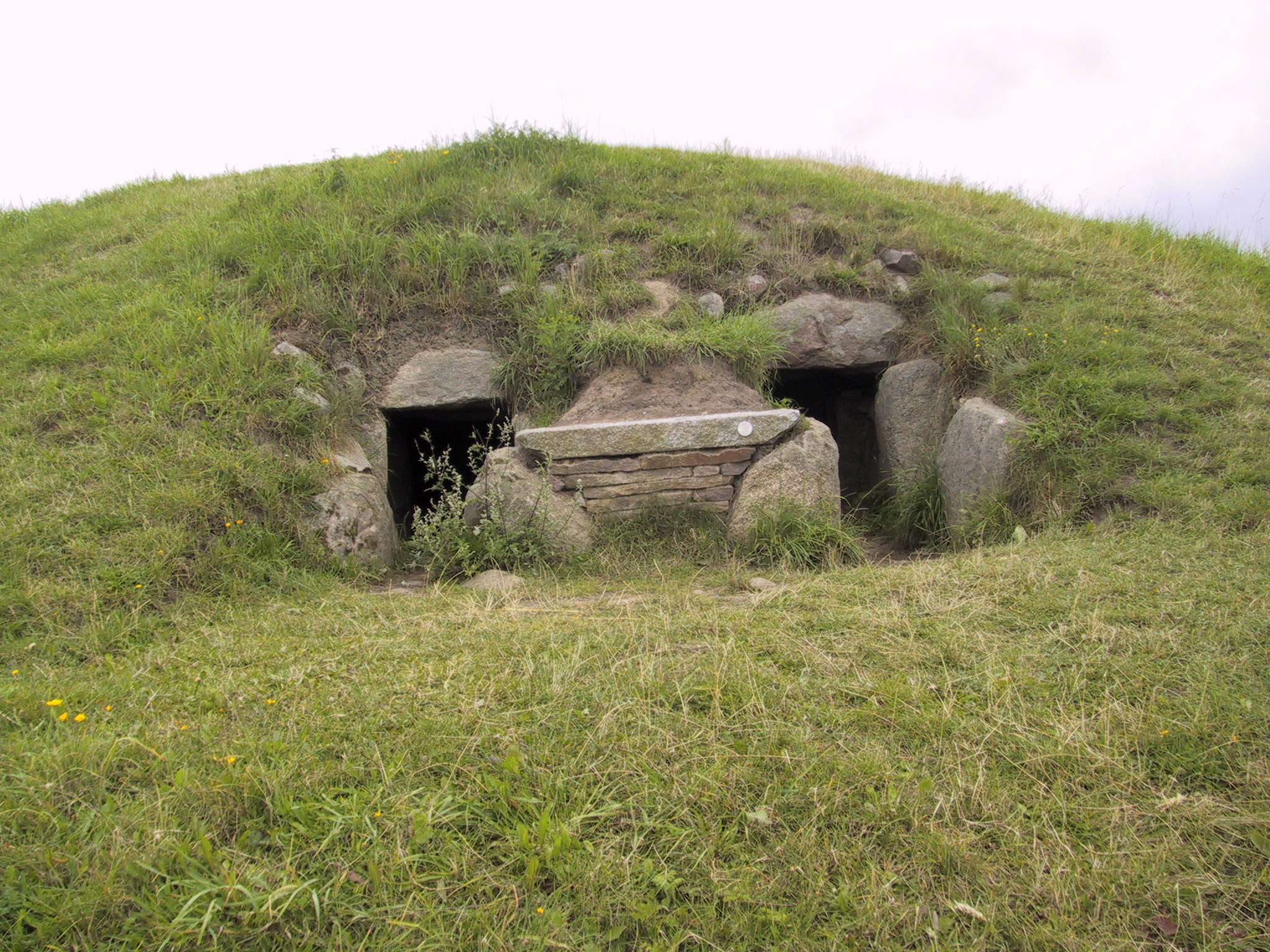
Grabhügel Klekkende Høj (2015)

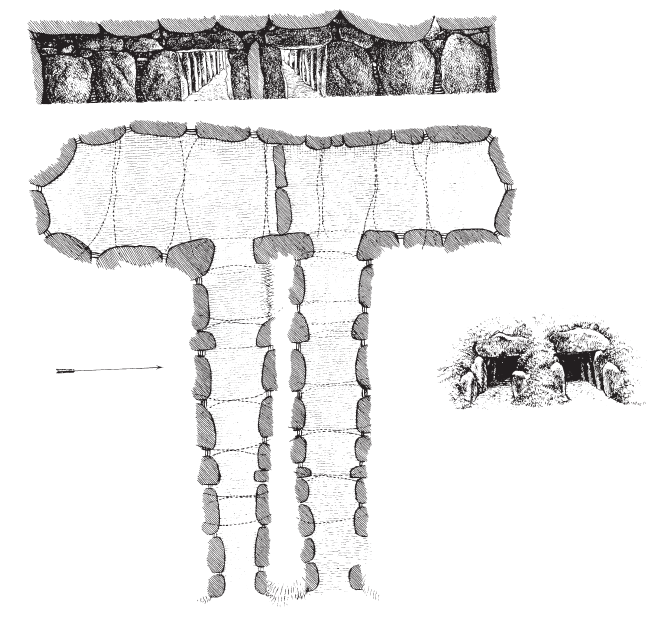
Schema der Grabanlage (nach A. P. Madsen, 1896)

Der Grabhügel Klekkende Høj (oder Røddingehøj) ist wegen seiner doppelten Kammer und der beiden parallel liegenden Zugänge eine jener seltenen Doppelgrabformen (dänisch Dobbelt- oder Tvillingejættestue genannt), die in dieser Art nur in Dänemark und Schonen vorkommen. Er entstand im Neolithikum zwischen 3500 und 2800 v. Chr. als Megalithanlage der Trichterbecherkultur (TBK).
Das Ganggrab ist eine Bauform jungsteinzeitlicher Megalithanlagen, bei der ein baulich abgesetzter Gang den Zugang zur Grabkammer bildet. Diese Form ist primär in Dänemark, Deutschland und Skandinavien zu finden, vereinzelt auch in Frankreich und den Niederlanden. Neolithische Monumente sind Ausdruck der Kultur und Gedankenwelt neolithischer Gesellschaften und gelten nach Entstehung und Funktion als Kennzeichen eines sozialen Entwicklungstands.

## Beschreibung
Die Zugänge, der auf der Insel Møn südlich von Røddinge gelegenen Anlage, sind über sieben Meter lang und die Kammern sind etwa 4,5 m lang. Der Klekkende Høj ist das einzige Beispiel einer Kammeranlage, deren sämtliche Achsen rechtwinkelig, gerade Linien bilden. Normalerweise (z. B. beim Troldhøj von Stenstrup) bilden die Kammern einen überstumpfen Winkel und passen sich mit ihren langen Gängen dem Rundhügel an. Abweichend von der üblichen Form der Ganggräber auf Møn, deren Kammern im Bereich der Zugänge am schmalsten sind und sich trapezförmig zu beiden Enden hin aufweiten, haben die Kammern ung Gänge des Klekkende Høj rechtwinkelige und parallele Längsseiten.

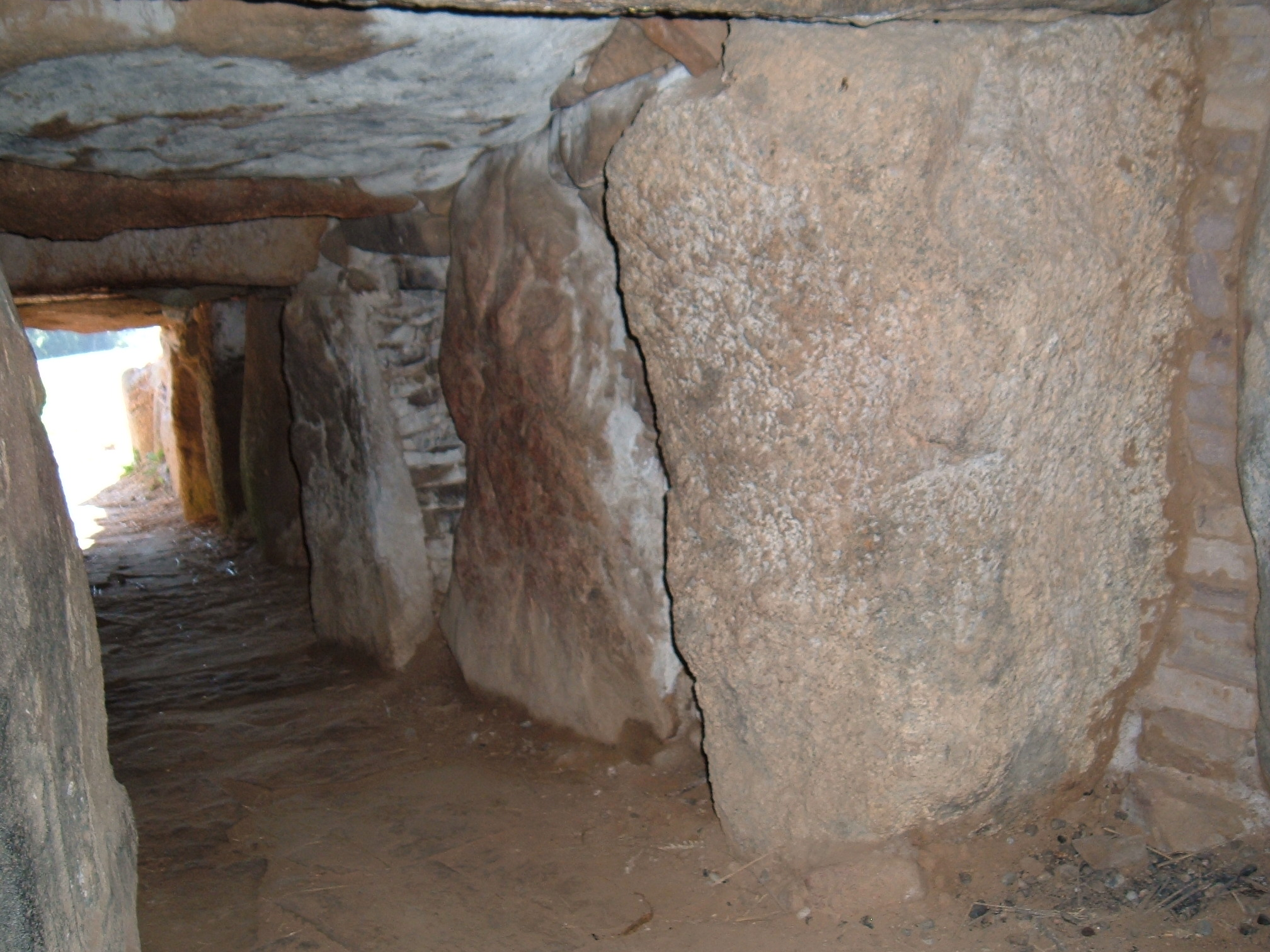
Blick nach außen durch den südlichen Zugang (2006)

Das Ganggrab wurde bereits 1797 durch den Amtmann „Gérard Pierre Antoine de Bosc de la Calmette (1752-1803) von Marienborg“ geöffnet. Die archäologische Ausgrabung war eine der ersten in Dänemark. Man fand Bernsteinperlen, Steinwerkzeuge, Tongefäße, Skelettreste und Teile von Opfertieren. Die Grabkammer war zuvor Jahrtausende unberührt geblieben. Die Funde wurden 1807 dem neuen Nationalmuseum in Kopenhagen übereignet und gehören zu den ersten Exponaten des Museums.
Die Grabkonstruktion war so perfekt, dass weder Wasser noch Luft eindringen konnten. Bei der Öffnung des Hügels hatte man die Decksteine entfernt, einer wurde sogar gesprengt. Beim Verschließen der Grabkammern wurden die Decksteine wieder in ihre ursprüngliche Lage gebracht, allerdings mit Fehlern, da man nicht über die Baufertigkeiten der Steinzeit verfügte. Dies  verursachte Wasserschäden, die erst durch eine umfangreiche Komplettsanierung beseitigt werden konnten.

## Kontext
Insgesamt sind 119 Großsteingräber aus der Jungsteinzeit auf den nur 231 km² großen Inseln Møn und Bogø bekannt. 38 davon wurden bewahrt und geschützt. 21 sind Ganggräber der TBK die zwischen 3500 und 2800 v. Chr. entstanden.
Die Archäologen schätzen, dass die erhaltenen Großsteingräber nur etwa 10 % der ursprünglich gebauten repräsentieren. Auf Møn und Bogø wurden somit ursprünglich über einen Zeitraum von nur 700 Jahren mehr als 500 Großsteingräber erstellt.